# Derfflinger (Schiff, 1914)

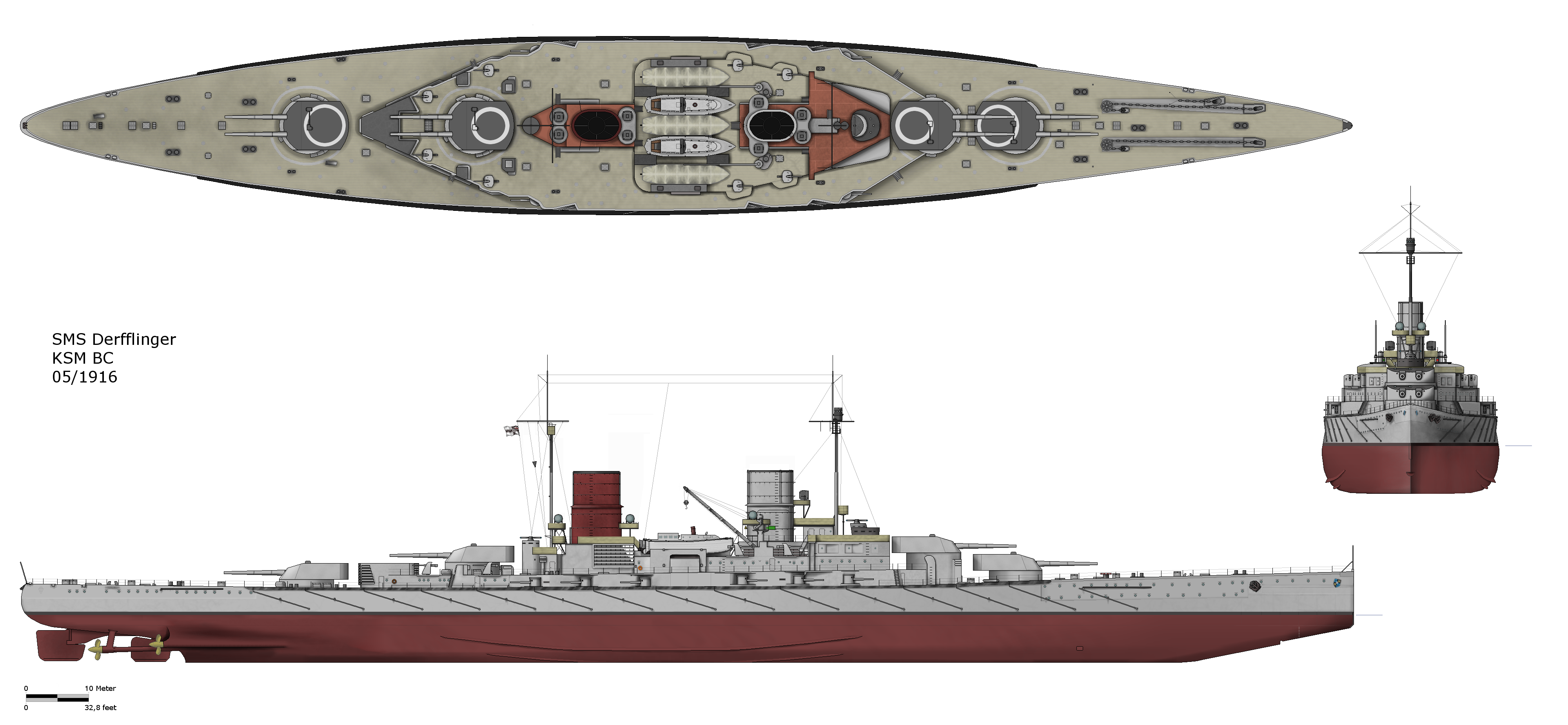
Farbzeichnung der Derfflinger, wie sie vor Jütland aussah

Die Derfflinger war ein Großer Kreuzer (Schlachtkreuzer) der deutschen kaiserlichen Marine, benannt nach dem brandenburgischen Generalfeldmarschall Georg von Derfflinger. Sie war Namensgeberin für die Derfflinger-Klasse und gehörte zur I. Aufklärungsgruppe unter Vizeadmiral Franz von Hipper.

## Konstruktion
Die Derfflinger war das Typschiff der Derfflinger-Klasse, die aus drei Einheiten bestand und auf das Einzelschiff Seydlitz folgte.
War die Seydlitz noch von der Konstruktion eine Fortsetzung der älteren Schlachtkreuzer der Kaiserlichen Marine, so erarbeitete man mit der Derfflinger eine vollkommen neue Konstruktion. Der Hauptunterschied zu den Vorgängerschiffen lag vor allem in der Steigerung des Kalibers der Hauptartillerie von 28,0 cm auf 30,5 cm. Damit lag man zwar noch unter dem Kaliber der vergleichbaren britischen Schlachtkreuzer, jedoch waren die deutschen Granaten von besserer Qualität und ihre Durchschlagskraft den britischen Gegenstücken vollkommen ebenbürtig, da die deutschen Geschütze eine größere Mündungsgeschwindigkeit hatten. Eine weitere Neukonstruktion war die Anordnung der Hauptartillerie in der Mittelschiffslinie. Hierbei wurden die Türme jeweils am Bug und am Heck hintereinander angeordnet, so dass die inneren Türme die äußeren überschießen konnten. Die Vorgängerschiffe hatten noch eine asymmetrische Anordnung im Mittelschiff mit seitlich versetzten „Flügeltürmen“ besessen.
Die Derfflinger war ferner der erste Schlachtkreuzer in Glattdeckbauweise. Alle Vorgängerschiffe hatten vom Bug bis zum Heck eine absteigende Deckanzahl. Sie war damit mit ihren Schwestern das einzige Großkampfschiff der Kaiserlichen Marine, das mit dieser Neuerung in Dienst gestellt wurde. Diese Bauweise war dadurch möglich geworden, dass man das Schiff im Vergleich zu den Vorgängern deutlich verlängerte und so eine lange Back erzielte, welche die Geschütze vor überkommendem Wasser schützen konnte. Gleichzeitig wurde der Bug ebenfalls neu konstruiert: er war über der Wasserlinie vollkommen senkrecht ausgelegt. Die Schiffe der Derfflinger-Klasse waren dadurch elegant geschnitten und wurden als die schönsten Großkampfschiffe der Kaiserlichen Marine angesehen.
Im Zuge der Reparaturen nach der Skagerrakschlacht wurde der vordere schmale Röhrenmast entfernt und als achterer (hinterer) Mast um 180 Grad gedreht wieder eingesetzt, während vorn ein neuer Dreibeinmast eingesetzt wurde, wie ihn die neuesten deutschen Großkampfschiffe der Bayern-Klasse besaßen, um einen Artillerieleitstand und einen Beobachtungsstand aufzunehmen.
Die Schlachten an der Doggerbank und im Skagerrak hatten die Standfestigkeit der Derfflinger unter Beweis gestellt und gleichzeitig das britische Missverhältnis zwischen Panzerung auf der einen und Hauptartillerie und Maschinenanlage auf der anderen Seite gezeigt. In beiden Schlachten war das Schiff erheblich beschädigt worden, konnte jedoch die Heimreise mit eigener Kraft antreten und war nach kurzer Werftüberholung wieder voll einsatzbereit. Spätere Bewertungen kamen zu dem Urteil, dass die Derfflinger ihren britischen Pendants ebenbürtig, wenn nicht sogar überlegen gewesen ist.
Dieses vorteilhafte Verhältnis zwischen Panzerung, Geschwindigkeit und Hauptbewaffnung konnte von einigen Schwächen, wie der geringeren Geschwindigkeit und dem Geschossgewicht einer Breitseite gegenüber gleichaltrigen britischen Schiffen, nicht beeinträchtigt werden.
Ein Manko der Schiffe der Derfflinger-Klasse war der Torpedoraum im Bug, der dem Schwesterschiff Lützow in der Skagerrakschlacht zum Verhängnis wurde.

## Geschichte

### Vor Ausbruch des Ersten Weltkriegs
Beim Stapellauf am 14. Juni 1913 ereignete sich eine Panne: das Schiff blieb nach wenigen Zentimetern stecken und saß fest. Erst am 12. Juli wurde das Schiff schließlich zu Wasser gelassen. Taufpate und Taufredner war General August von Mackensen.

### Erster Weltkrieg
Die Derfflinger hatte ihren ersten Einsatz am 16. Dezember 1914 beim Angriff auf die britische Küste bei Scarborough und Whitby. Am 25. Januar 1915 war die Derfflinger am Gefecht auf der Doggerbank beteiligt, wo das Schiff einen Treffer erhielt.
Am 31. Mai 1916 nahm die Derfflinger an der Skagerrakschlacht teil. Dort trug sie zur Versenkung der britischen Schlachtkreuzer Queen Mary und Invincible bei, musste aber im Gefecht selbst siebzehn schwere Treffer hinnehmen. Während der Schlacht musste das Schiff einmal völlig stoppen, um die Torpedoschutznetze zu klarieren, die in die Propeller zu geraten drohten. In dieser Schlacht verschoss sie die größte Anzahl großkalibriger Granaten aller deutschen Schiffe, nämlich 385 Stück 30,5 cm und 235 Stück 15 cm. Vier der schweren Geschütze wurden unbrauchbar, weil beide achtere Doppeltürme „C“ und „D“ nach einem Volltreffer ausbrannten. Nur ein Mann der beiden Turmbesatzungen überlebte.
Berühmt wurde das Schiff vor allem durch die sogenannte „Todesfahrt der deutschen Schlachtkreuzer“, als nach der zweiten Gefechtskehrtwendung unter Führung ihres Kapitäns z.S. Hartog die verbliebenen deutschen Schlachtkreuzer (das Flaggschiff Lützow und mit ihr Vizeadmiral Hipper waren ausgefallen) in Ausführung von Vizeadmiral Scheers Befehl „Schlachtkreuzer ran an den Feind! – voll einsetzen!“ trotz schwerer Treffer zuerst direkt und dann schräg auf die Spitze der britischen Schlachtlinie zusteuerten, um die dritte Gefechtskehrtwendung des deutschen Gros zu erleichtern, das sich so vom Gegner wieder lösen wollte. Die britischen Seeleute gaben ihr infolge dieser Episode den Spitznamen „Iron dog“ (dt.: Eiserner Hund) in der Vorstellung einer Bulldogge, die sich an ihrem Gegner festbeißt. Schwer beschädigt und mit 157 toten Besatzungsmitgliedern erreichte die Derfflinger trotz Einbruchs von ca. 3000 t Wasser aus eigener Kraft Wilhelmshaven. In Kiel erfolgten bis zum November 1916 die erforderlichen Reparaturen. Dabei wurden die eher störenden Torpedoschutznetze entfernt, der vordere dünne Röhrenmast als achterer Mast (um 180 Grad gedreht) wiederverwendet und vorn ein neuer Dreibeinmast eingesetzt. Danach wurde ein neues Schießverfahren erprobt. Bis zum Kriegsende nahm die Derfflinger an keinen wesentlichen Einsätzen mehr teil. Beim letzten Flottenvorstoß im April 1918 war sie dabei.

### Internierung und Selbstversenkung
Nach Ende des Krieges wurde die Derfflinger im November 1918 zusammen mit mehr als siebzig Kriegsschiffen der kaiserlichen Flotte in Scapa Flow interniert. Als feststand, dass die Schiffe nicht wieder zurückgegeben werden würden, kam es dort am 21. Juni 1919 auf Befehl von Konteradmiral Ludwig von Reuter zur Selbstversenkung der deutschen Hochseeflotte, bei der auch die Derfflinger um ca. 14:45 Uhr ihr Ende fand.

### Bergung des Wracks
Das Wrack wurde erst im November 1939 gehoben, die Abwrackarbeiten mussten allerdings wegen des Ausbruchs des Zweiten Weltkriegs bis 1948 verschoben werden, weil die Werft in Rosyth für den Kriegsbetrieb benötigt wurde. Während des ganzen Krieges lag die Derfflinger kieloben in Schottland vor Anker und musste fortwährend gelenzt werden. Sie war das letzte Kriegsschiff der in Scapa Flow selbstversenkten deutschen Flotte, das gehoben wurde. Am 30. August 1965 wurden dem deutschen Marineattaché die geborgene Schiffsglocke und das Dienstsiegel der Derfflinger zum Zeichen der Völkerversöhnung überreicht.

## Kommandanten
| 1. September 1914 bis 2. September 1915 | Kapitän zur See Ludwig von Reuter     |
| 3. September 1915 bis 1. April 1916     | Kapitän zur See Paul Heinrich         |
| 3. April 1916 bis 3. Dezember 1917      | Kapitän zur See Johannes Hartog       |
| 4. Dezember 1917 bis 10. November 1918  | Kapitän zur See Hans-Carl von Schlick |
| 4. Dezember 1918 bis 21. Juni 1919      | Korvettenkapitän Paul Pastuszyk       |

## Schwesterschiffe
Schwesterschiffe waren Hindenburg, die ebenfalls in Scapa Flow selbstversenkt wurde, und Lützow, die am 1. Juni 1916 auf dem Rückmarsch von der Skagerrakschlacht aufgegeben und von einem deutschen Torpedoboot versenkt werden musste.

## Bilder

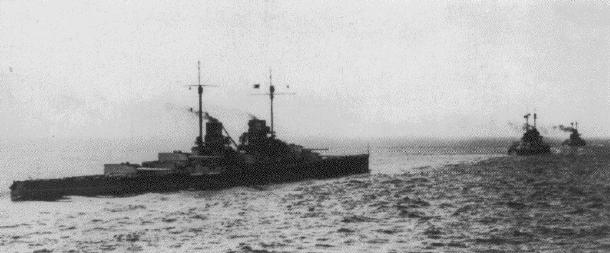
Derfflinger (mit Röhrenmast), Seydlitz und Von der Tann (v.l.n.r) in der Schlacht bei der Doggerbank
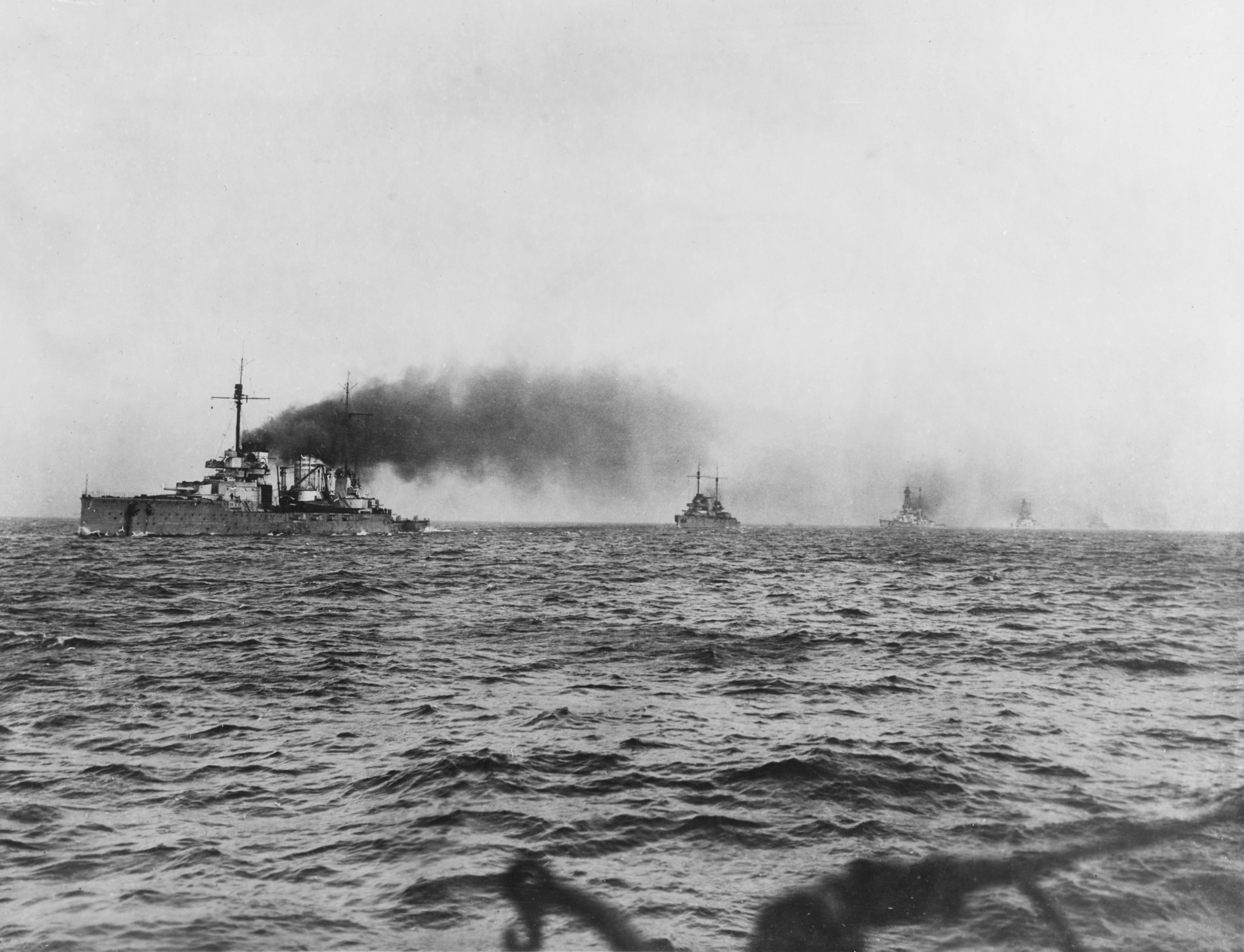
Seydlitz führt die Schlachtkreuzer zur Internierung nach Scapa Flow. (v.l.n.r) Seydlitz, Moltke, Hindenburg und Derfflinger
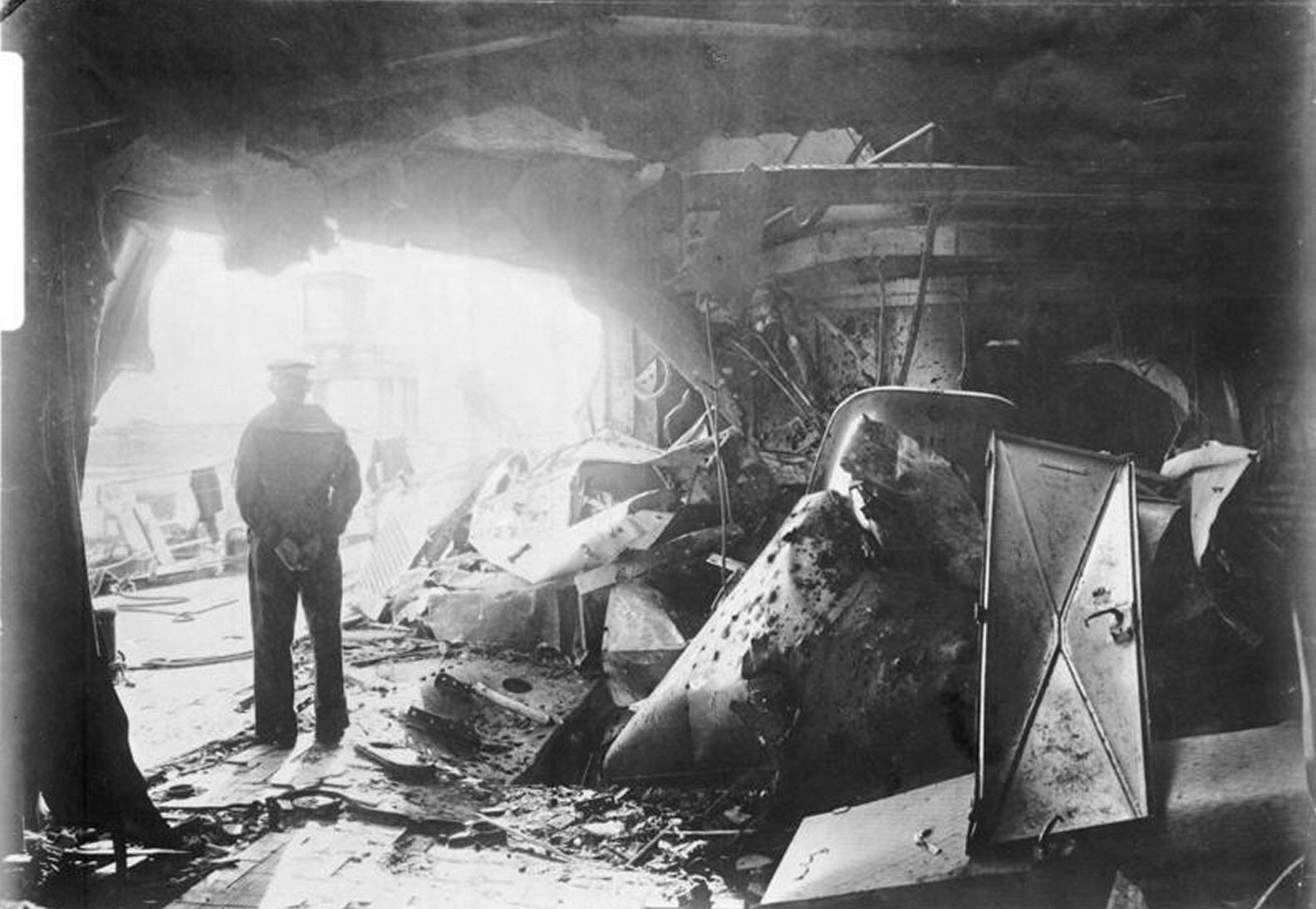
Gefechtsschaden auf der Derfflinger unterhalb der Brücke nach der Skagerrakschlacht 1916
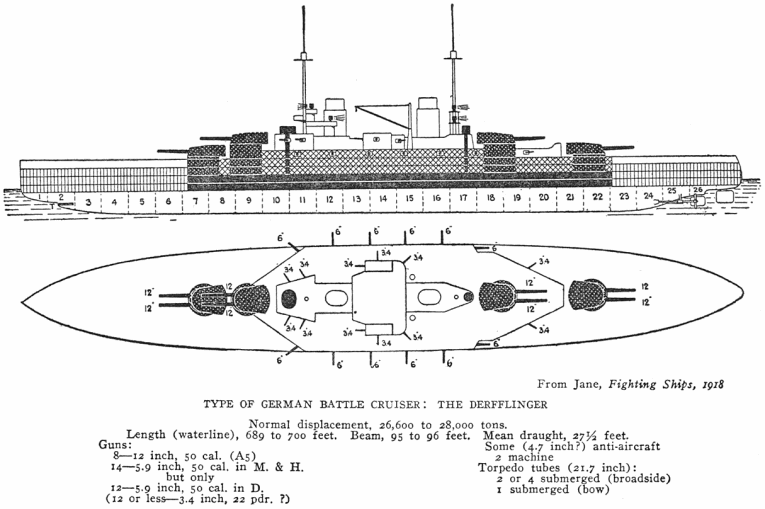
Schema der Panzerdickenverteilung auf den Schiffen der Derfflinger-Klasse

## Sonstiges

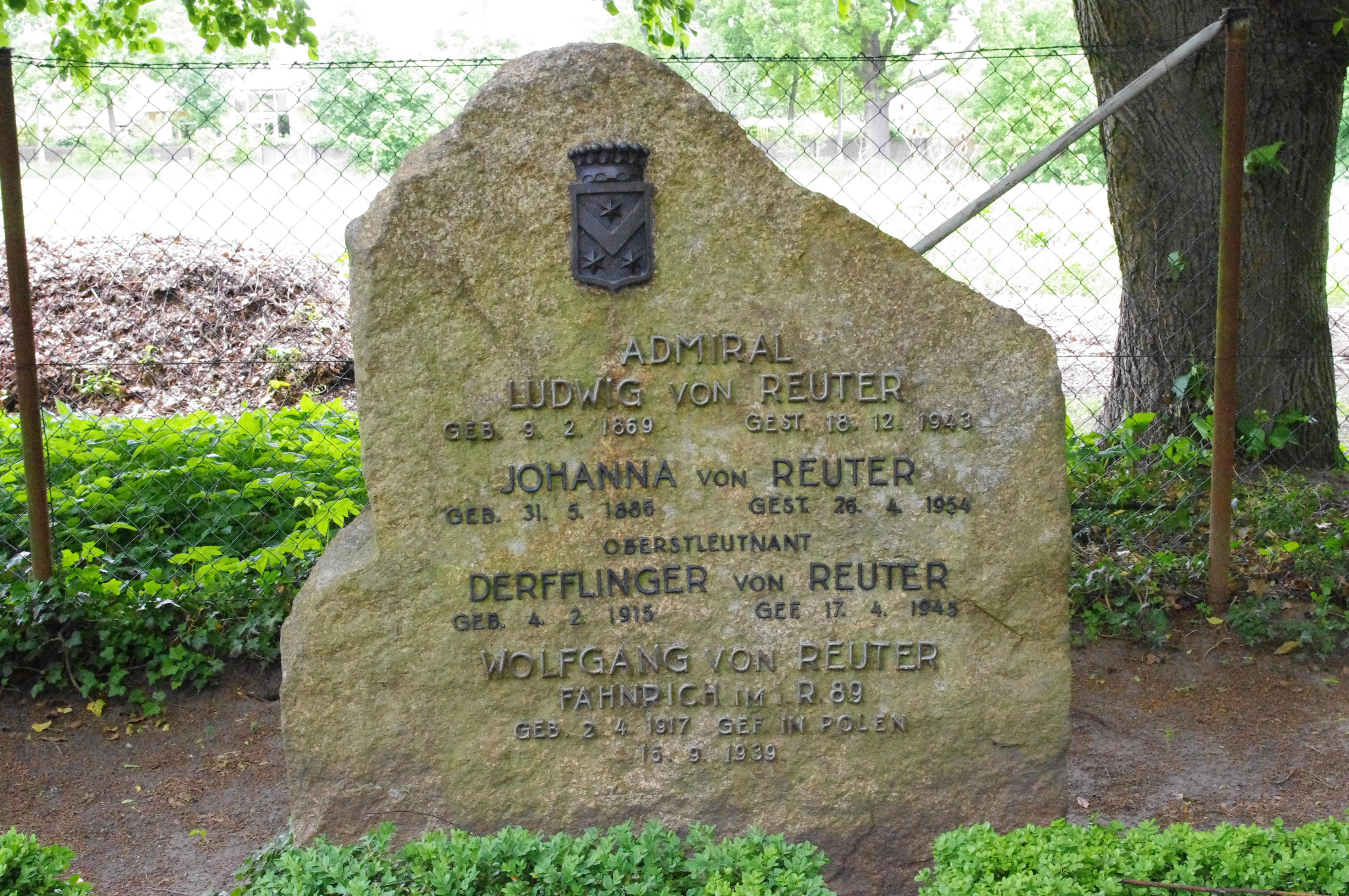
Grabstein

- Der erste Kommandant, Ludwig von Reuter, gab seinem am 4. Februar 1915 geborenen Sohn den Vornamen Derfflinger, sodass dieser Derfflinger von Reuter hieß. Dies ist durch den Familiengrabstein entsprechend belegt.
- Der Norddeutsche Lloyd hatte einen 1908 erbauten Reichspostdampfer Derfflinger, der im Liniendienst nach Ostasien eingesetzt wurde.